# 布萊克沃爾冰川
布萊克沃爾冰川（英語：Blackwall Glacier），是南極洲的冰川，流經尼爾森高原西坡，全長15公里，最終注入阿蒙森冰川，由俄亥俄州立大學命名，現時由南極條約體系管理。